# Juliette (Georgia)
Juliette ist eine Siedlung und ein Census-designated place auf gemeindefreiem Gebiet im Monroe County im US-Bundesstaat Georgia mit 2839 Einwohnern (Stand 2000).

## Ort und Geschichte
Juliette hieß ursprünglich Glover. Dieser Name ist von einem Dr. Glover abgeleitet, der in der Nähe eine Baumwollspinnerei betrieb. Nach dem Bau der Eisenbahnlinie wurde der Ort nach Juliette McCracken, der Tochter eines Eisenbahningenieurs, umbenannt. Die nahe dem Ocmulgee River gelegene Stadt entstand durch die Zusammenlegung der Orte Brownsville und Iceberg. Sie ist Teil der Metropolregion Macon.

## Juliette als Filmkulisse
- Im Jahr 1986 diente Juliette als Drehort für A Killing Affair mit Peter Weller in der Hauptrolle.
- Bekannt wurde Juliette als Kulisse für die 1991 hier gedrehte Tragikomödie Grüne Tomaten mit Kathy Bates, Mary-Louise Parker und Mary Stuart Masterson in den Hauptrollen. Die Einwohner von Juliette renovierten nach den Dreharbeiten die Filmbauten entlang der Hauptstraße, einschließlich des bewirtschafteten Whistle Stop Cafes,[3] um sie für touristische Zwecke zu nutzen.

## Wissenswertes
- In etwa 15 km Entfernung befindet sich Jarrell Plantation, ein Historisches Museum mit Park.
- Alljährlich zum Valentinstag am 14. Februar fertigt Juliette zusammen mit Romeo im US-Bundesstaat Michigan die Post mit einem besonderen Poststempel ab. Dies geschieht in Anlehnung an William Shakespeares berühmtes Drama Romeo und Julia (Englisch: Romeo and Juliet)
- Die Rockband The Allman Brothers Band besaß bei Juliette zeitweilig eine Ranch.